# Łosiów
Łosiów (deutsch Lossen) ist ein Dorf der Stadt-und-Land-Gemeinde Lewin Brzeski im Powiat Brzeski in der Woiwodschaft Oppeln.

## Geographie

### Geographische Lage
Łosiów liegt im östlichen Teil Niederschlesiens im Brieger Land. Das Dorf Łosiów liegt rund sechs Kilometer nordwestlich vom Gemeindesitz Lewin Brzeski, rund elf Kilometer südöstlich der Kreisstadt Brzeg und etwa 31 Kilometer nordwestlich der Woiwodschaftshauptstadt Oppeln.
Łosiów liegt in der Nizina Śląska (Schlesische Tiefebene) innerhalb der  Równina Wrocławska (Breslauer Ebene). Durch den Ort verlaufen die Landesstraße Droga krajowa 94 sowie die Woiwodschaftsstraße Droga wojewódzka 462. Südwestlich des Ortskerns liegt der Haltepunkt Łosiów an der Bahnstrecke Opole–Brzeg.

### Nachbarorte
Nachbarorte von Łosiów sind im Nordosten Zwanowice (Schwanowitz), im Nordosten Różyna (Rosenthal), im Südosten Leśniczówka (Waldvorwerk), im Süden Nowa Wieś Mała (Klein Neudorf), im Südwesten Jasiona (Jeschen), im Westen Janów (Johnsdorf) und im Nordwesten Strzelniki (Jägerndorf).

## Geschichte

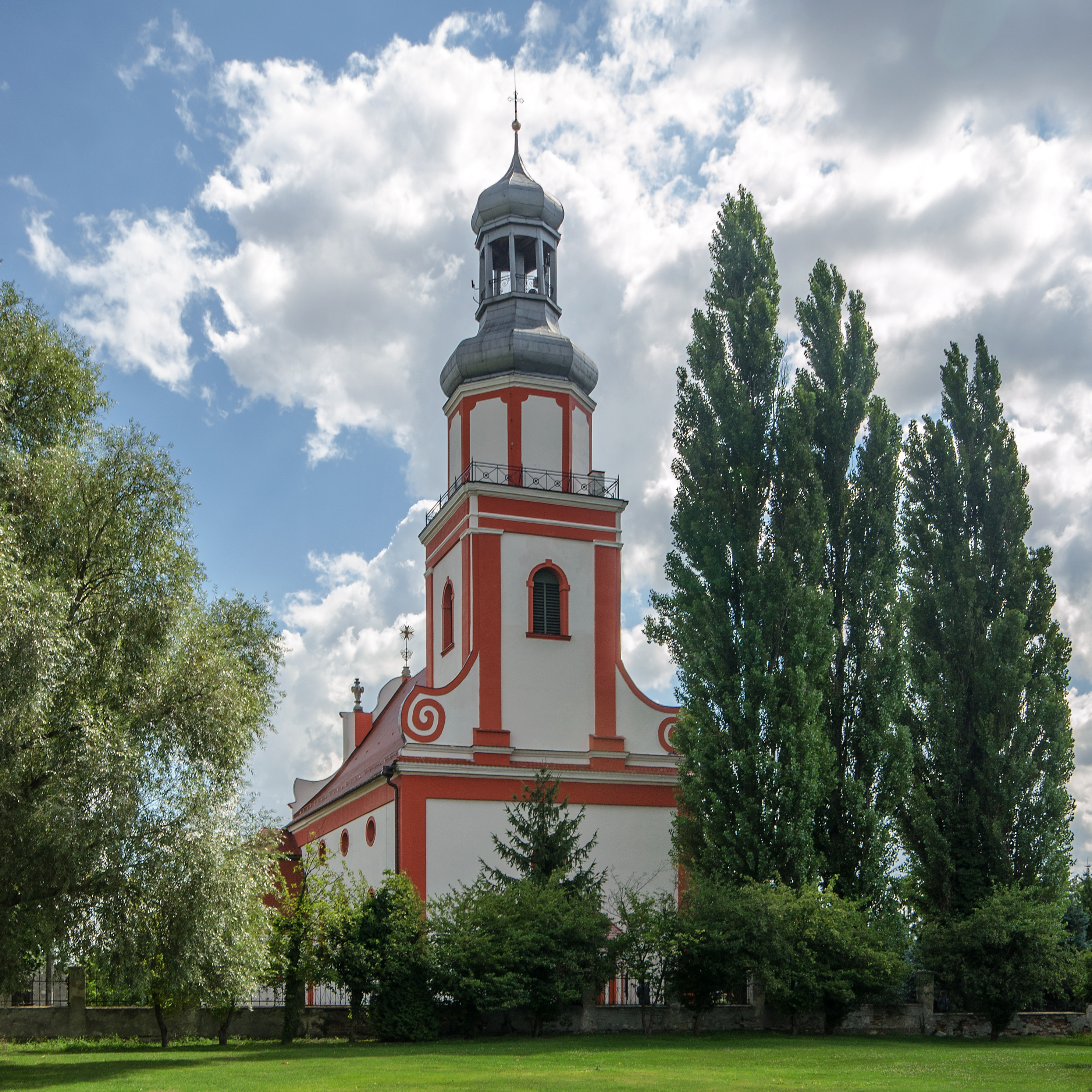
Pfarrkirche St. Johannes der Täufer

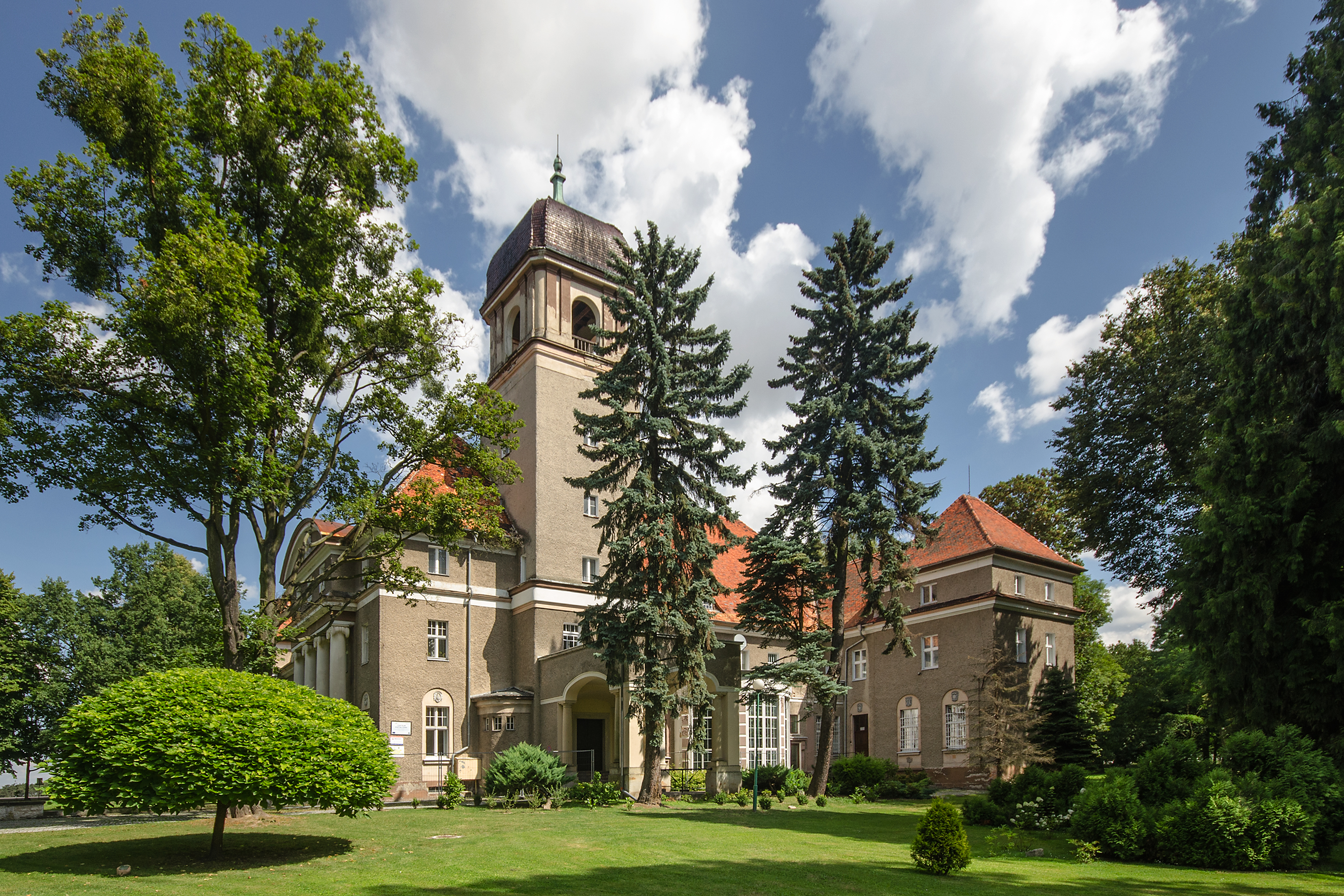
Schloss Lossen

Im 13. Jahrhundert wird erstmals ein Johanniterkloster Lozy auf dem heutigen Gebiet von Łosiów erwähnt. Dieses Kloster wird mehrfach umgebaut und erweitert und ist heute noch mit seiner Kirche St. Johannes der Täufer (kościół św. Jana Chrzciciela) in Łosiów präsent. 1380 erfolgte erstmals eine Erwähnung des Dorfes als Lossow. Eine Kommende Lossen, die bis zur Säkularisation 1810 bestand, wird in einer Aufzeichnung von 1754/56 angegeben.
Nach der Neuorganisation der Provinz Schlesien gehörte die Landgemeinde Lossen ab 1816 zum Landkreis Brieg im Regierungsbezirk Breslau. 1845 bestanden im Dorf ein Schloss, eine evangelische Pfarrkirche, eine evangelische Schule, eine katholische Kirche, eine Zuckerrübenfabrik, eine Ziegelei und weitere 185 Häuser. Im gleichen Jahr lebten in Lossen 1375 Menschen, davon 413 katholisch. Zwischen dem 30. Januar 1874 und dem 3. Dezember 1880 wird der Amtsbezirk Lossen aus den Landgemeinden Jägerndorf, Lossen und Rosenthal und dem Gutsbezirk Lossen (Herrschaft) in verschiedenen Etappen gebildet, die Verwaltung erfolgt durch den Amtsvorsteher in Lossen. Erster Amtsvorsteher war der Wirtschaftsinspektor Bone. 1885 zählte Lossen 1708 Einwohner.
1885 lebten 1996 Menschen in Lossen. 1894 war Lossen zugehörig zum Amtsgericht Löwen, mit einem eigenen Postamt Lossen und dem Bahnhof der Linie Brieg–Cosel–Kandrzin der Preußischen Staatsbahn.
1933 lebten in Lossen 1630, 1939 wiederum 1608 Menschen. Bis 1945 gehörte das Dorf zum Landkreis Brieg.
Heute bestehen im Ort ein Kindergarten, eine Grundschule, eine Mittelschule (gimnazjum), ein Rustikalkreditverein, eine Zinkweißfabrik und ca. 29 kleine und mittelständische Betriebe vor allem im Dienstleistungsbereich.

### Einwohnerzahlen
1.996 Einwohner (1885), 1.777 Einwohner (am 1. Dezember 1910), 1.630 Einwohner (1933), 1.608 Einwohner (1939), 1.600 (2005)

## Sehenswürdigkeiten
- Die römisch-katholische Pfarrkirche St. Johannes der Täufer (poln. Kościół św. Jana Chrzciciela) wurde nach einem Brand 1703 von den Johannitern im Barockstil neu errichtet. Ein erster Kirchenbau wird 1255 erwähnt. Zwischen 1534 und 1590 wurde die Kirche durch die Protestanten zwischenzeitlich genutzt. Zwischen 1728 und 1731 wurde das Kirchengebäude erweitert. 1935 erfolgte eine Sanierung des Gebäudes. Die barocke Saalkirche besitzt einen kreuzförmigen Grundriss. Die beiden Querhäuser besitzen jeweils eine dreiseitig geschlossene Kapelle. An der Westseite befindet sich der auf quadratischen Grundriss bestehende Glockenturm, welcher mit einem Halbgiebel versehen wurde und einen oktogonalen Aufsatz mit barocker Haube besitzt. Die Wände im Innenraum sind versehen Lisenen. Das Langhaus ist bestückt mit einem Tonnengewölbe und spätbarocken Deckenmalereien. Diese wurden 1936 neu gestaltet. Der Hauptaltar stammt aus dem Beginn des 18. Jahrhunderts.[6]
- Vor der Kirche steht eine Nepomukstatue aus dem Jahr 1709
- Haus des Volkes (Kulturhaus)
- Schloss (Pałac) vom Ende des 19. Jahrhunderts mit Schlosspark

## Persönlichkeiten
- Heinz Schneider (1921–2003), deutscher Kommunalpolitiker und ehemaliger Bürgermeister der Stadt Geretsried in Oberbayern